# Кхунти
Кхунти (англ. Khunti, хинди खूँटी) — город и муниципалитет в центральной части индийского штата Джаркханд. Административный центр округа Кхунти.

## География
Расположен примерно в 49 км к югу от столицы штата, города Ранчи, на высоте 610 м над уровнем моря.

## Население
Население города по данным переписи 2001 года насчитывало 29 271 человек, из них 15 359 мужчин (52,5 %) и 13 912 женщины (47,5 %). 20 060 человек были грамотными (68,5 %), что выше, чем средний по стране показатель 59,5 %.

## Транспорт
Ближайший аэропорт находится в Ранчи. Железнодорожного сообщения с городом нет.